# ヨハン・ローゼンミュラー
ヨハン・ローゼンミュラー（Johann Rosenmüller, 1619年 - 1684年）は、バロック時代のドイツおよびイタリアの作曲家、オルガニスト、トロンボーン奏者。

## 生涯
ドイツに生まれた彼は、作曲活動のかたわら聖ニコライ教会のオルガニストとして活躍し、1653年には聖トマス教会の次期カントルへの採用が内定していたが、1655年に同性愛の容疑で逮捕・投獄され、そのポストを失う。その後彼は脱獄し、ハンブルク、そしてイタリアのヴェネツィアに逃亡、Giovanni Rosenmillerの名で活動するようになる。ヴェネツィアではサン・マルコ聖堂のトロンボーン奏者として雇われ、また作曲活動を継続、その名を知られるようになる。1678年からはピエタ養育院合唱音楽長に就任。
イタリアでの評判はドイツ本国でも知られるようになり、ついに1682年アントン・ウルリッヒ公治下のヴォルフェンビュッテル宮廷楽長としてドイツに帰国した。2年後の1684年、同地で没する。

## 作品について
ドイツでの対位法の訓練と、イタリアでの豊かな表現力の修得は、ローゼンミュラーの音楽をドイツ・バロックともイタリア・バロックとも言えない特異なものとしている。彼の音楽には濃厚な和声、旋律の美しさ、ホモフォニーとポリフォニーとの見事な組合せ、声楽と管弦楽の組合せの仕方など、数々の特徴がある。
現在はあまり知られていないが、当時のローゼンミュラーは非常に高名な作曲家であり、後世にも影響を与えている。例えばテレマンは教会音楽を作曲する際の手本の一つとして彼を高く評価している。

## 作品
- 「学生の音楽」 (1654) – 器楽によるアンサンブルのための舞踏組曲
- 「聖母マリアの夕べの祈り」 (1670-80)
- 「2、3、4、あるいは5つの弦楽器とその他の楽器によるソナタ」 (1682) – ウルリッヒ公に捧げられている。おそらくヴェネツィア時代に作曲されているが、演奏はニュルンベルクで行われた
- その他、イタリア時代から数々の教会音楽を作曲している